# توماس فـان بوميل
توماس فـان بوميل (بالهولندية: Thomas van Bommel)‏ هو لاعب كرة قدم هولندي، ولد في 11 يوليو 2002 في ميرسن في هولندا.